# Makrofágový zánětlivý protein
Makrofágové zánětlivé proteiny (z angl. macrophage inflammatory protein, MIP) patří do rodiny chemotaktických cytokinů, tzv. chemokinů. U lidí jsou dvě hlavní formy a to MIP-1α a MIP-1β, které jsou ale podle nové nomenklatury cytokinů pojmenovány CCL3 a CCL4, v tomto pořadí. Nicméně můžeme narazit i na jiné názvy, a to zejména ve starší literatuře, jako je LD78α, AT 464.1 a GOS19-1 pro lidský CCL3 a AT 744, Act-2, LAG-1, HC21 a G-26 pro lidský CCL4. Nicméně kromě MIP-1 proteinů existují i další makrofágové zánětlivé proteiny a to MIP-2, MIP-3 a MIP-5.

## MIP-1
MIP-1α a MIP-1β jsou hlavní faktory, které jsou exprimovány makrofágy a monocyty poté, co byly nastimulovány bakteriálním endotoxinem nebo zánětlivími cytokiny jako je IL-1β. Nicméně se zdá, že po aktivaci mohou být produkovány všemi hematopoetickými buňkami a některými tkáňovými buňkami jako jsou fibroblasty, epiteliální buňky, vaskulární buňky hladkého svalstva nebo krevní destičky. Tyto chemokiny jsou ztěžejní pro zánětlivou imunitní odpověď na infekci. CCL3 a CCL4 se mohou vázat na extracelulární proteoglykany, čímž se zvyšuje jejich bioaktivita, ale není to pro jejich funkci nutné. Jejich efekt spočívá v ligaci chemokinových receptorů CCR1 (ligandem CCL3) a CCR5 (ligandem CCL3 a CCL4), čímž je signál přenesen intracelulárně. Ovlivňují tedy všechny buňky, které mají na svém povrchu tyto specifické receptory. Jejich hlavní efekt je zánětlivý a spočívá v chemotaxi a transendoteliální migraci, ale buňky také mohou být aktivovány k uvolnění některých bioaktivních molekul. Tyto chemokiny ovlivňují monocyty, T lymfocyty, dendritické buňky, NK buňky a krevní destičky. Také aktivují lidské granulocyty (neutrofily, eosinofily a basofily), což může vést k akutnímu neutrofilnímu zánětu. Také indukují syntézu a uvolňování další zánětlivých cytokinů jako je IL-1, IL-6 a TNF-α ve fibroblastech a makrofázích. Geny pro CCL3 a CCL4 se nacházejí na lidském chromosomu 17 nebo na myším chromozomu 11.
Jsou produkovány hodně buňkami, ale hlavně makrofágy, dendritickými buňkami a lymfocyty. MIP-1 jsou nejznámější pro chemotaxi a zánětlivý vliv,a le také mohou podporovat homeostázi.
MIP-1γ je další makrofágový zánětlivý protein a je nazýván CCL9. Je produkován hlavně epiteliálními buňkami asociovanými s folikulem a zprostředkovává chemotaxi dendritických buněk a makrofágů do Peyerových plátů ve střevě. Váže receptor CCR1.
MIP-1δ neboli také MIP-5 (CCL15) váže receptory CCR1 a CCR3.

## MIP-2
MIP-2 se řadí do rodiny CXC chemokinů. Nazývá se také CXCL2 a váže receptory CXCR1 a CXCR2. Je produkován hlavně makrofágy, monocyty a epiteliálními buňkami a zprostředkovává chemotaxi do místa zánětu a aktivaci neutrofilů.

## MIP-3
Do skupiny MIP-3 patří dva chemokiny a to MIP-3α (CCL20) a MIP-3β (CCL19).
MIP-3α váže receptor CCR6. CCL20 je produkovaný aktivovanými epiteliálními buňkami v mukóze a kůži a přitahuje Th17 lymfocyty do místa zánětu. Samotné Th17 lymfocyty ho mohou také produkovat. Dále má chemotaktické účinky na aktivované B lymfocyty, paměťové T lymfocyty a nezralé dendritické buňky a hraje roli v migraci těchto buněk do sekundárních lymfoidních orgánů. Zralé dendritické buňky down-regulují CCR6 a up-regulují CCR7, což je receptor pro MIP-3β.
MIP-3β (CCL19) je produkován stromálními buňkami v T zónách sekundárních lymfoidních orgánů a váže se na receptor CCR7, skrz který atrahuje zralé dendritické buňky do lymfatických uzlin. Je také produkován dendritickými buňkami a přitahuje naivní T lymfocyty a B lymfocyty do uzlin, kde jim jsou dendritickými buňkami prezentovány antigeny.

## MIP-5
MIP-5 (někdy označován také jako MIP-1δ) neboli CCL15 se váže na receptory CCR1 a CCR3. Má chemotaktický efekt na monocyty a eosinofily a je exprimován makrofágy, basofily a některými tkáňovými buňkami. Pravděpodobně hraje roli v patologii u astma.